# Simen Ulstad Lyse
Simen Ulstad Lyse (* 1. Februar 2000 in Trondheim) ist ein norwegischer Handballspieler.

## Karriere

### Im Verein
Simen Ulstad Lyse wechselte mit 18 Jahren zu Charlottenlund SK. Nach einer Saison wechselte er zu Kolstad Håndball. Mit Kolstad gewann er 2023, 2024 und 2025 die norwegische Meisterschaft. Im Dezember 2023 wurde er zum Spieler des Monats der Liga gewählt.

### In Auswahlmannschaften
Im November 2023 gab er sein Debüt für die norwegischen Nationalmannschaft gegen die Niederlande. Er stand im Kader für die Europameisterschaft 2024 und belegte mit Norwegen den 9. Platz. Mit Norwegen nahm er an den Olympischen Spielen in Paris teil. Bei der Weltmeisterschaft 2025 warf er 24 Tore in sechs Spielen und erreichte mit der Auswahl den 10. Platz.